# J’ai Pollette D’arnu
J'ai Pollette D'arnu – album kompilacyjny brytyjskiego, neoprogresywnego zespołu IQ, wydany w 1991 roku. Jest to ostatni album nagrany z wokalistą P. L. Menelem. Zawiera on również utwory nagrane na żywo.

## Spis utworów
1. "It All Stops Here" – 7:40
2. "Sera Sera" – 2:43
3. "Intelligence Quotient" – 7:33
4. "Dans Le Parc Du Chateau Noir" – 7:38
5. "Medley" – 14:26†
6. "Common Ground" – 6:56†
7. "Promises" – 7:06†
8. "Wurensh" – 8:35†

† – utwory nagrane na żywo w Manchesterze w czerwcu 1989 roku.

## Skład zespołu
- P. L. Menel – wokal prowadzący
- Martin Orford – instrumenty klawiszowe, wokal wspierający
- Mike Holmes – gitary
- Tim Esau – gitara basowa, wokal wspierający
- Paul Cook – perkusja